# 美服培酮
美服培酮（INN:mifepristone），亦以其開發代號RU-486著稱，是一種通常與米索前列醇併用的藥物，在個體於懷孕期間進行藥物流產之用。這種組合在懷孕最初63天（9週）內有97%的有效性，且在懷孕中期也同樣有效。它亦可單獨用於治療庫欣氏症候群，或在低劑量時作緊急避孕藥用途。
給藥方式為口服给药。
使用後最常出現的副作用有腹痛、疲勞和陰道出血。嚴重的副作用有大量陰道出血、細菌感染，若在懷孕期間使用，則有可能導致胎兒先天缺陷。使用時，必須有適當的後續照護。美服培酮主要是一種抗黃體素（即黃體素拮抗劑或黃體素阻斷劑）。它透過阻斷黃體素的作用來發揮效果，使子宮頸和子宮血管擴張並引起子宮收縮。美服培酮也具有較弱的抗糖皮質激素作用，可減輕庫欣氏症候群的影響。
美服培酮於1980年研發成功，並於1987年在法國開始用於醫療目的。此藥物於2000年在美國上市，作藥物流產用途，於2010年則獲准用於治療庫欣氏症候群。它已列入世界衛生組織基本藥物標準清單中。美服培酮於2017年1月在加拿大取得醫療用途核准。

## 醫療用途

### 墮胎
美服培酮與前列腺素類似物（米索前列醇或吉美前列素）併用，作藥物流產用途。醫療機構已證實這種組合既安全又有效。英國皇家婦產科學院發佈的指南指出，使用美服培酮和米索前列醇進行藥物流產，於個體的任何孕齡都合適及有效。世界衛生組織（WHO）和美國婦產科醫師學會推薦將美服培酮與米索前列醇搭配，用於懷孕初期和中期的藥物流產。根據對13項研究報告的回顧顯示，單獨使用美服培酮的效果較差，僅能在54%至92%的懷孕案例中，於1-2週內導致流產。

### 庫欣氏症候群
美服培酮用於治療罹患內源性庫欣氏症候群的成年患者中，因血液中高皮質醇水平（皮質醇過高症）引起的高血糖，這些患者同時患有第2型糖尿病或是葡萄糖耐受不良（參見糖尿病前期），且手術失敗或無法進行手術的情況。

### 早孕流產的醫療處置
美服培酮與米索前列醇的組合是處置早孕流產的首選藥物方案。雖然單獨使用米索前列醇也可行，但在米索前列醇給藥前二十四小時加服一劑美服培酮，能提高效果。

### 其他用途
已有使用低劑量的美服培酮進行緊急避孕的做法。美服培酮也曾用於治療有症狀的平滑肌瘤（子宮肌瘤）和子宮內膜異位症。由於皮質醇水平升高與精神病性抑鬱症有關聯，美服培酮也曾被用作治療之用。

## 副作用
使用美服培酮引起的嚴重併發症非常罕見，約有0.04%至0.09%的案例需要住院治療，0.05%需要輸血。
幾乎所有使用美服培酮/米索前列醇方案的女性都會經歷腹痛、子宮痙攣和陰道出血或是點狀出血，平均持續9至16天。對大多數女性而言，使用米索前列醇後最嚴重的痙攣會持續不到6小時，通常可透過使用布洛芬來控制。高達8%的女性曾經歷過某種類型的出血，持續30天或更長時間。其他較不常見的副作用有噁心、嘔吐、腹瀉、頭暈、疲勞和發燒。骨盆腔發炎是一種非常罕見但嚴重的併發症。
一項上市後研究的總結提出截至2011年4月，美國約有152萬名女性曾使用美服培酮，其中有14例報告在使用後死亡。這14例死亡中，有8例與敗血症相關；其餘6例死因則多樣，包括藥物濫用和疑似謀殺。其他向美國食品藥物管理局（FDA）報告的事件包括612例非致命性住院、339例輸血、48例嚴重感染，以及總計2,207例（0.15%）的不良事件。
目前尚未進行評估美服培酮致癌潛力的長期研究。此種做法符合國際醫藥法規協和會（ICH）指南的規定 - 對於預計使用時間少於六個月的非基因毒性藥物，並未要求進行致癌性測試。

### 懷孕
單獨使用美服培酮，在1至2週內導致流產的成功率約為54%至92%。若在服用美服培酮後給予米索前列醇，其有效性會提升至90%以上。目前沒證據顯示美服培酮的效果可逆轉，但一些參與反墮胎運動的團體聲稱可透過使用孕酮來逆轉其作用。

## 藥理學

### 藥效學
美服培酮是一種類固醇抗皮質激素劑（針對孕酮受體的半數抑制濃度（IC50為0.025奈摩爾（nM）），同時也是抗糖皮質激素（針對糖皮質激素受體的IC50為2.2nM）和抗雄激素（針對雄性激素受體的IC50為10nM），但後兩者的作用程度低得多。它在受體層面競爭性地拮抗皮質醇的作用。
美服培酮作為常規避孕藥，每日2毫克的劑量可以預防排卵（每日1毫克則無此作用）。單次排卵前服用10毫克的美服培酮可將排卵延遲三到四天，其緊急避孕效果與單次服用1.5毫克左炔諾孕酮相當。

### 藥物動力學
美服培酮的生物半衰期很複雜。根據說明書指出："經過分佈期後，消除作用起初緩慢，藥物濃度大約在12至72小時內下降一半，然後加速，得出的生物半衰期是18小時。若使用放射受體測定技術，其最終半衰期可達90小時，此數據包含所有能與孕酮受體結合的美服培酮代謝物。美前列酮是美服培酮的主要代謝物。

## 化學
美服培酮的化學名稱為11β-(4-(二甲氨基)苯基)-17α-(1-丙炔基)雌甾-4,9-二烯-17β-醇-3-酮，是一種合成的雌烷類固醇，也是孕酮、皮質醇和睪固酮等類固醇激素的衍生物。.它的C11β和C17α位置有取代基，C4(5)和C9(10)位置則有雙鍵。.

## 歷史

### 1980–1987
美服培酮(RU-486)於1980年被合成，並被發現為黃體素受體拮抗劑。1981年，其在瑞士的藥物流產試驗取得成功。歷經全球2萬名女性的臨床試驗，法國藥廠羅素·優克福公司於1987年在法國提交藥物流產的上市申請，最終於1988年9月23日獲得批准。

### 1988-1990
1988年10月，羅素·優克福公司因反墮胎抗議與主要股東擔憂，一度決定停售美服培酮。然而法國政府為公共健康介入，命令其恢復銷售。衛生部長克勞德·埃萬強調RU-486是女性的道德財產。此後，該藥在法國免費供34,000名女性使用，並於1990年2月開始以每劑48美元的價格售予法國醫院。

### 1991-1996
美服培酮於1991至1992年間在英國與瑞典取得醫療用途核准。雖然赫斯特公司董事長Wolfgang Hilger因自身宗教信仰一度阻礙其普及。美國總統比爾·柯林頓於1993年上任後介入施壓，要求赫斯特公司在美國供應此藥物。羅素·優克福公司於1994年無償捐贈美國境內權利予非營利，非政府組織人口理事會，後者則贊助臨床試驗，並於1995年授權給藥物分銷商Danco Laboratories。最終FDA在1996年有條件批准RU-486用於早期懷孕的墮胎用途。

### 1997-1999
赫斯特公司於1997年收購羅素·優克福公司後，宣佈停產及停售美服培酮，並將美國境外權利轉讓給法國藥廠Exelgyn。同年，美國製造美服培酮的藥廠Gedeon Richter因支持生命團體反對此藥物，而退出生產。Exelgyn自1999年起成功讓美服培酮（商品名稱Mifegyne）在11個國家取得核准，並在隨後十年中擴展至更多國家。

### 2000–迄今
人口理事會的次級授權商Danco Laboratories於2000年9月獲得FDA批准，得以品牌名稱Mifeprex銷售美服培酮。 
美國第一款美服培酮通用名藥物（學名藥）於2019年上市，由GenBioPro藥廠生產。 
中國有多家製藥公司於2000年初期開始生產美服培酮。

## 社會與文化
美服培酮已被列入世界衛生組織基本藥物清單中。它與米索前列醇自2005年起一同列入核心清單，並附有特別說明："在國家法律允許且文化上可接受的情況下方可使用"。

### 經濟學
但由於成本和可取得性的因素，此藥物在全球許多地區的普及仍受到限制。

### 使用頻率

#### 美國
美國33個州自願向美國疾病管制與預防中心（CDC）報告的藥物流產案例，自此藥物獲批以來，其佔總墮胎數的百分比每年都在增加：2000年為1.0%，2001年為2.9%，2002年為5.2%，2003年為7.9%，2004年為9.3%，2005年為9.9%，2006年為10.6%，2007年為13.1%（其中妊娠9週以下者佔20.3%）。

#### 歐洲
在法國，藥物流產佔所有墮胎的比例持續上升：2003年為38%，2004年為42%，2005年為44%，2006年為46%，2007年為49%（而1996年僅為18%）。在英格蘭和威爾斯，2009年早期墮胎（妊娠不足9週）中有52%是藥物誘導。藥物誘導墮胎在所有墮胎方法中的比例在過去14年來每年都在增加（從1995年的5%上升到2009年的40%），並且在過去五年中翻了一倍以上。在蘇格蘭，2009年早期墮胎中有81.2%是藥物誘導（高於1992年藥物流產引入時的55.8%）。所有墮胎中藥物誘導的比例在過去17年來每年都在增加（從1992年的16.4%上升到2009年的69.9%）。 在瑞典，2009年早期墮胎中有85.6%是藥物誘導，妊娠12週前墮胎中有73.2%是藥物誘導，2009年所有墮胎中有68.2%是藥物誘導。在英國整體和瑞典，美服培酮獲准與陰道栓劑的吉美前列素或口服的米索前列醇一同使用。截至2000年，歐洲已有超過62萬名女性使用美服培酮方案進行藥物流產。在丹麥，與2005年超過15,000例墮胎中，有3,000至4,000例使用美服培酮。

### 法律地位

#### 美國
美服培酮於2000年9月獲得FDA批准用於墮胎。截至2007年，它在美國所有50個州、華盛頓哥倫比亞特區、關島和波多黎各均屬合法且可取得。這是一種處方藥，但最初並未透過藥局向公眾提供，其分銷主要受限於具備特殊資格的執業醫師，由Danco Laboratories以品牌名稱Mifeprex銷售。截至2021年9月，在32個州，藥物只能由執業醫師提供，而在19個州，個體在使用藥物時，開立處方的醫師必須親自在場。

#### 歐盟
在美國以外，美服培酮由Exelgyn Laboratories以品牌名稱Mifegyne行銷和分銷。
美服培酮200毫克錠劑（商品名稱Mifegyne、Mifepristone Linepharma、Medabon）已獲得歐洲經濟區歐洲藥品管理局的上市許可，適用於以下情況：
- 妊娠最初63天（9週）內，在服用前列腺素類似物（米索前列醇或吉美前列素）後的早期妊娠初期藥物流產。
- 服用前列腺素類似物後的妊娠中期藥物流產。
- 在妊娠初期手術流產前，用於軟化和擴張子宮頸。

當前列腺素類似物和催產素禁忌時，用於子宮內胎兒死亡後引產。

### 爭議
在美國，許多反墮胎團體曾積極發起運動，反對核准美服培酮，並持續積極推動將核准撤回。他們引述的理由包括墮胎的倫理問題，或對該藥物及其相關不良反應的安全疑慮。
在美國以外，宗教和反墮胎團體也曾抗議美服培酮，尤其是在德國和澳大利亞。
於2023年，一宗在德克薩斯州的法院案件主張美服培酮不安全，女性不應再透過郵購方式取得。此案雖在德州勝訴，但隨後被提上訴。美國最高法院於2024年6月對該案作出一致裁決，維持美服培酮的供應，理由是最初提起訴訟者不具備提訴資格。

## 研究
研究小組最初的目標是發現與開發具有抗糖皮質激素特性的化合物。
美服培酮已被描述為一種子宮頸軟化劑。該藥物曾被研究作為抗雄性激素用於治療攝護腺癌。美服培酮在臨床試驗中並未顯示出可檢測的抗愛滋病毒活性。
美服培酮在治療精神病性抑鬱症 - 一種難以治療的抑鬱症形式 - 方面曾顯示出初步前景，但在一項第三期臨床試驗時因缺乏療效而受到提前終止。它也曾被研究用於雙相障礙、創傷後壓力症以及神經性厭食症。

## 外部連結
- Map and list of mifepristone approvals by year 的存檔，存档日期29 May 2023.

Template:Obstetric drugs
Template:Other sex hormones and modulators of the genital system